# 兵庫県道293号門村山南線
兵庫県道293号門村山南線（ひょうごけんどう293ごう かどむらさんなんせん）は、兵庫県多可郡多可町から丹波市に至る一般県道である。

## 概要
多可郡多可町加美区門村から丹波市山南町小野尻に至る。

### 路線データ
- 起点：多可郡多可町加美区門村（国道427号交点）
- 終点：丹波市山南町小野尻（富田交差点、兵庫県道86号多可柏原線交点）
- 総延長：6.657 km
- 不通区間：多可町加美区箸荷 - 丹波市山南町西谷

## 地理

### 通過する自治体
- 多可郡多可町
- 丹波市

### 交差する道路
| 交差する道路           | 市町村名 | 市町村名 | 交差する場所 | 交差する場所      |
| ---------------------- | -------- | -------- | ------------ | ----------------- |
| 国道427号              | 多可郡   | 多可町   | 加美区門村   | 起点              |
| 通行不能区間           |          |          |              |                   |
| 兵庫県道86号多可柏原線 | 丹波市   | 丹波市   | 山南町小野尻 | 富田交差点 / 終点 |

### 沿線
- 丹波市立和田小学校（終点付近）